# Le Sang de Fu Manchu
Série
La Vengeance de Fu Manchu
(1966) Le Château de Fu Manchu
(1969)
Pour plus de détails, voir Fiche technique et Distribution.
Le Sang de Fu Manchu (The Blood of Fu Manchu) est un film d'aventure américano-britannico-hispano-allemand réalisé par Jesús Franco (crédité comme Jess Franco), sorti en 1968.

## Synopsis
Dans la jungle brésilienne, dans les ruines d'une ancienne ville ensevelie, le docteur Fu Manchu cherche toujours à asservir le monde. Il vient de faire une découverte majeure : un poison inoculé à de jeunes femmes kidnappées qui, grâce à ce venin, se transforment en armes redoutables. Chacun de leurs baisers rend les hommes aveugles avant de mourir lentement et douloureusement. Dès lors, Fu Manchu lâche ainsi dans le monde dix ravissantes émissaires de mort afin d'anéantir ses plus redoutables ennemis et lancer un nouvel ultimatum au monde.
Le Britannique Nayland Smith, qui a voué sa vie à traquer le Chinois, est la première victime de ce plan machiavélique. Désormais aveugle mais toujours accompagné de son inséparable compagnon, le docteur Petrie, Smith se rend en Amérique du Sud afin de s'allier avec l'agent Carl Jansen, déjà sur la piste de Fu Manchu, pour le nuire.
Pendant ce temps, le savant oriental fait équipe avec le bandit Sancho Lopez. Ce dernier capture Ursula Wagner, une jolie infirmière amie de Jansen et de Petrie. Ils décident d'attaquer avec force le repaire de Fu Manchu pour sauver Ursula mais également pour dérober l'antidote qui pourrait sauver Smith de sa cécité. 

## Fiche technique
- Titre anglais : The Blood of Fu Manchu
- Titre allemand : Der Todeskuss des Dr. Fu Man Chu
- Titre espagnol : Fu Manchú y el beso de la muerte[1]
- Titre français : Le Sang de Fu Manchu
- Réalisation : Jesús Franco
- Scénario : Jesús Franco (crédité comme Jess Franco), Harry Alan Towers
(crédité comme Peter Welbeck) et Manfred R. Köhler, d'après les romans de Sax Rohmer
- Montage : Stanley Frazen, Allan Morrison et Ángel Serrano
- Musique : Daniel White
- Photographie : Manuel Merino
- Production : Harry Alan Towers
- Sociétés de production : Ada Films (Espagne), Terra Filmkunst (RFA), Udastex Films Inc. (USA) et Anglo Amalgamated (Royaume-Uni)
- Pays de production :  Allemagne de l'Ouest,  Espagne,  Royaume-Uni,  États-Unis
- Format : Couleurs - 1,66:1 - Mono - 35 mm
- Genre : aventure
- Durée : 92 minutes
- Dates de sortie : 
  - Allemagne de l'Ouest : 23 août 1968
  - Royaume-Uni : 30 août 1968
  - États-Unis : 24 septembre 1969

## Distribution
- Christopher Lee (VF : Marc Cassot) : Fu Manchu
- Götz George : Carl Jansen
- Richard Greene : Nayland Smith
- Maria Rohm : Ursula Wagner
- Tsai Chin : Lin Tang
- Howard Marion-Crawford : le docteur Petrie
- Ricardo Palacios : Sancho Lopez
- Loni von Friedl : Celeste
- Shirley Eaton : Black Widow
- Isaura de Oliveira : Yuma
- Frances Khan : Carmen
- Marcelo Arroita-Jáuregui : le gouverneur

## Autour du film
- Le tournage s'est déroulé à Madrid et Rio de Janeiro.
- Il s'agit de la quatrième interprétation du personnage de Fu Manchu par Christopher Lee, après Le Masque de Fu Manchu (1965), Les 13 fiancées de Fu Manchu (1966) et The Vengeance of Fu Manchu (1967). Le comédien reprendra une cinquième et dernière fois les traits du personnage dans The Castle of Fu Manchu (1969).
- Première collaboration entre Maria Rohm et le cinéaste, l'actrice retournera sous sa direction dans The Girl from Rio, L'Amour dans les prisons des femmes, Justine ou les infortunes de la vertu, Paroxismus (1969), Les Inassouvies, Le Trône de feu, Le Labyrinthe du sexe et Les Nuits de Dracula (1970).

## Différents titres
- Against All Odds (édition vidéo États-Unis)
- Fu Manchu and the Keys of Death
- Fu Manchu and the Kiss of Death
- Fu Manchu's Kiss of Death (titre international)
- Kiss and Kill (États-Unis)
- Kiss of Death (édition vidéo États-Unis)